# تحليل عبارة جبرية
تحليل عبارة جبريّة هو كتابتها على شكل جداء .

## طريقة تحليل عبارة جبرّية
```
 لتحليل 
عبارة جبريّة
 , نستعمل الخاصة التوزيعيّة ( البحث عن العامل المشترك ) أو 
المتطابقات الشهيرة
.
[
1
]
```

### مثال عن الخاصة التوزيعيّة
س , ب , ج , د أعداد حقيقيّة
- س ب + س ج = س( ب + ج ) [2]
- 6 * 5 + 6 * 9 = 6 * ( 5 + 9 )
- س( ج + د ) + ب( ج + د ) = ( س + ب ) x ( ج + د ) [2]

- 6 * ( 9 + 16 ) + 5 * ( 9 + 16 ) = ( 6 + 5 ) * ( 9 + 16 )

### مثال عن المتطابقات الشهيرة
س , ب , ج , د أعداد حقيقيّة 
- س2 + ب2 + 2س ب = ( س + ب )2 [2]
- س2 + ب2 - 2س ب = ( س - ب )2[2]
- س2 - ب2 = ( س + ب ) x ( س - ب ).[2]